# Hemisturmiella brasiliana
Hemisturmiella brasiliana là một loài ruồi trong họ Tachinidae.